# Premier League
La Premier League, és la màxima competició del futbol anglès. És considerada la millor lliga del món segons la Federació Internacional d'Història i Estadística del Futbol.

## Història
La Premier League es va fundar el 1992, a partir d'una iniciativa dels principals equips de la Football League First Division de separar-se de la Football League i organitzar la seva pròpia competició amb l'objectiu d'obtenir majors ingressos, principalment pels drets televisius. Així després de la crisi dels anys vuitanta van poder competir amb els millors clubs d'Europa i van poder renovar els estadis i erradicar la violència dels "hooligans".
Els 22 membres inaugurals de la nova Premier League van ser: Arsenal FC, Aston Villa, Blackburn Rovers, Chelsea FC, Coventry City FC, Crystal Palace, Everton FC, Ipswich Town, Leeds United, Liverpool FC, Manchester City, Manchester United FC, Middlesbrough, Norwich City, Nottingham Forest, Oldham Athletic, Queens Park Rangers, Sheffield United, Sheffield Wednesday, Southampton FC, Tottenham Hotspur FC i Wimbledon.
Des de la seva fundació només han aconseguit guanyar-la set equips: Arsenal FC, Blackburn Rovers, Chelsea FC, Manchester City, Leicester, Liverpool FC i Manchester United FC. El Manchester United, amb 13, és l'equip que més títols n'ha guanyat.

## Patrocinadors
Un dels aspectes més destacats d'aquesta nova competició fou que la lliga fou patrocinada, adoptà el nom del patrocinador. Des de 1993, els patrocinadors que ha tingut han estat:
- 1993 - 2001: Carling (FA Carling Premiership)
- 2001 - 2004: Barclaycard (Barclaycard Premiership)
- 2004 - 2007: Barclays (Barclays Premiership)
- 2007 - 2016: Barclays (Barclays Premier League)
- 2016 - ?: 7 patrocinadors, cap d'ells dona nom a la competició (Premier League)

## Clubs participants en la Premier League 2024–25
| Club                       | Ciutat              | Estadi                      | Capacitat |
| -------------------------- | ------------------- | --------------------------- | --------- |
| Arsenal FC                 | Londres             | Emirates Stadium            | 60.355    |
| Aston Villa                | Birmingham          | Villa Park                  | 42.785    |
| AFC Bournemouth            | Bournemouth         | Dean Court                  | 12.000    |
| Brentford                  | Londres             | Brentford Community Stadium | 17.250    |
| Brighton & Hove Albion     | Brighton            | Falmer Stadium              | 30.750    |
| Chelsea FC                 | Londres             | Stamford Bridge             | 42.055    |
| Crystal Palace             | Londres             | Selhurst Park               | 26.309    |
| Everton FC                 | Liverpool           | Goodison Park               | 40.158    |
| Fulham FC                  | Londres             | Craven Cottage              | 25.700    |
| Ipswich Town               | Ipswich             | Portman Road                | 30.014    |
| Leicester City             | Leicester           | King Power Stadium          | 32.262    |
| Liverpool                  | Liverpool           | Anfield                     | 54.074    |
| Manchester City            | Manchester          | City of Manchester Stadium  | 55.017    |
| Manchester United FC       | Manchester          | Old Trafford                | 76.213    |
| Newcastle United           | Newcastle upon Tyne | St. James' Park             | 52.354    |
| Nottingham Forest FC       | Nottingham          | City Ground                 | 30.445    |
| Southampton                | Southampton         | St Mary's Stadium           | 32.303    |
| Tottenham Hotspur FC       | Londres             | Tottenham Hotspur Stadium   | 62.062    |
| West Ham United            | Londres             | Estadi Olímpic de Londres   | 57.000    |
| Wolverhampton Wanderers FC | Wolverhampton       | Molineux Stadium            | 31.700    |

## Historial
Per als campions anglesos d'abans de 1993 vegeu: FA Football League. Entre parèntesis els títols acumulats (inclosos els aconseguits a la FA Football League)
| Temporada | Campions                  | Subcampió            | Classificats per la Lliga de Campions[N1][N2]                           | Baixen de categoria                                                 | Pugen a la Premier League                                  | Màxim golejador[N3]                                                                                    | Màxim golejador[N3] |
| Temporada | Campions                  | Subcampió            | Classificats per la Lliga de Campions[N1][N2]                           | Baixen de categoria                                                 | Pugen a la Premier League                                  | Jugador                                                                                                | Gols                |
| --------- | ------------------------- | -------------------- | ----------------------------------------------------------------------- | ------------------------------------------------------------------- | ---------------------------------------------------------- | --- | ------------------- |
| 1992-93   | Manchester United FC (8)  | Aston Villa          |                                                                         | Crystal Palace FC Middlesbrough FC Nottingham F. FC                 | Newcastle United FC West Ham United FC Swindon Town        | Teddy Sheringham (Nottingham F. FC / Tottenham Hotspur FC)[N4]                                         | 22                  |
| 1993-94   | Manchester United FC (9)  | Blackburn Rovers FC  |                                                                         | Sheffield United FC Oldham Athletic Swindon Town                    | Crystal Palace FC Nottingham F. FC Leicester City FC       | Andy Cole (Newcastle United FC)                                                                        | 34                  |
| 1994-95   | Blackburn Rovers FC (3)   | Manchester United FC |                                                                         | Crystal Palace FC Norwich City FC Leicester City FC Ipswich Town FC | Middlesbrough FC Bolton Wanderers FC                       | Alan Shearer (Blackburn Rovers FC)                                                                     | 34                  |
| 1995-96   | Manchester United FC (10) | Newcastle            |                                                                         | Manchester City FC QPR FC Bolton Wanderers FC                       | Sunderland AFC Derby County FC Leicester City FC           | Alan Shearer (Blackburn Rovers FC)                                                                     | 31                  |
| 1996-97   | Manchester United FC (11) | Newcastle            | Newcastle United FC                                                     | Sunderland AFC Middlesbrough FC Nottingham F. FC                    | Bolton Wanderers FC Barnsley FC Crystal Palace FC          | Alan Shearer (Newcastle United FC)                                                                     | 25                  |
| 1997-98   | Arsenal FC (11)           | Manchester United FC | Manchester United FC                                                    | Bolton Wanderers FC Barnsley FC Crystal Palace FC                   | Nottingham F. FC Middlesbrough FC Charlton Athletic FC     | Dion Dublin (Coventry City FC) Michael Owen (Liverpool FC) Chris Sutton (Blackburn Rovers FC)          | 18                  |
| 1998-99   | Manchester United FC (12) | Arsenal FC           | Arsenal FC Chelsea FC                                                   | Charlton Athletic FC Blackburn Rovers FC Nottingham F. FC           | Sunderland AFC Bradford City Watford FC                    | Jimmy Floyd Hasselbaink (Leeds United) Michael Owen (Liverpool FC) Dwight Yorke (Manchester United FC) | 18                  |
| 1999-2000 | Manchester United FC (13) | Arsenal FC           | Arsenal FC Leeds United                                                 | Wimbledon Sheffield W. FC Watford FC                                | Charlton Athletic FC Manchester City FC Ipswich Town FC    | Kevin Phillips (Sunderland AFC)                                                                        | 30                  |
| 2000-01   | Manchester United FC (14) | Arsenal FC           | Arsenal FC Liverpool FC                                                 | Manchester City FC Coventry City Bradford City                      | Fulham FC Blackburn Rovers FC Bolton Wanderers FC          | Jimmy Floyd Hasselbaink (Chelsea FC)                                                                   | 23                  |
| 2001-02   | Arsenal FC (12)           | Liverpool            | Liverpool FC Manchester United FC Newcastle United FC                   | Ipswich Town FC Derby County FC Leicester City FC                   | Manchester City FC WBA FC Birmingham City FC               | Thierry Henry (Arsenal FC)                                                                             | 24                  |
| 2002-03   | Manchester United FC (15) | Arsenal FC           | Arsenal FC Newcastle United FC Chelsea FC                               | West Ham United FC WBA FC Sunderland AFC                            | Portsmouth FC Leicester City FC Wolverhampton Wanderers FC | Ruud van Nistelrooy (Manchester United FC)                                                             | 25                  |
| 2003-04   | Arsenal FC (13)           | Chelsea FC           | Chelsea FC Manchester United FC Liverpool FC                            | Leicester City FC Leeds United Wolverhampton Wanderers FC           | Norwich City FC WBA FC Crystal Palace FC                   | Thierry Henry (Arsenal FC)                                                                             | 30                  |
| 2004-05   | Chelsea FC (2)            | Arsenal FC           | Arsenal FC Manchester United FC Everton FC                              | Crystal Palace FC Norwich City FC Southampton FC                    | Sunderland AFC Wigan Athletic FC West Ham United FC        | Thierry Henry (Arsenal FC)                                                                             | 25                  |
| 2005-06   | Chelsea FC (3)            | Manchester United FC | Manchester United FC Liverpool FC Arsenal FC                            | Birmingham City FC WBA FC Sunderland AFC                            | Reading FC Sheffield United FC Watford FC                  | Thierry Henry (Arsenal FC)                                                                             | 27                  |
| 2006-07   | Manchester United FC (16) | Chelsea FC           | Chelsea FC Liverpool FC Arsenal FC                                      | Sheffield United FC Charlton Athletic FC Watford FC                 | Sunderland AFC Birmingham City FC Derby County FC          | Didier Drogba (Chelsea FC)                                                                             | 20                  |
| 2007-08   | Manchester United FC (17) | Chelsea FC           | Chelsea FC Arsenal FC Liverpool FC                                      | Reading FC Birmingham City FC Derby County FC                       | WBA FC Stoke City FC Hull City AFC                         | Cristiano Ronaldo (Manchester United FC)                                                               | 31                  |
| 2008-09   | Manchester United FC (18) | Liverpool            | Liverpool FC Chelsea FC Arsenal FC                                      | Newcastle United FC Middlesbrough FC WBA FC                         | Wolverhampton Wanderers FC Birmingham City FC Burnley FC   | Nicolas Anelka (Chelsea FC)                                                                            | 19                  |
| 2009-10   | Chelsea FC (4)            | Manchester United FC | Manchester United FC Arsenal FC Tottenham Hotspur FC                    | Burnley FC Hull City AFC Portsmouth FC                              | Newcastle United FC WBA FC Blackpool FC                    | Didier Drogba (Chelsea FC)                                                                             | 29                  |
| 2010-11   | Manchester United FC (19) | Chelsea FC           | Chelsea FC Arsenal FC Manchester City FC                                | Birmingham City FC Blackpool FC West Ham United FC                  | QPR FC Norwich City FC Swansea City AFC                    | Dimitr Berbàtov (Manchester United FC) Carlos Tévez (Manchester City FC)                               | 20                  |
| 2011-12   | Manchester City FC (3)    | Manchester United FC | Manchester United FC Arsenal FC Tottenham Hotspur FC[N5]                | Bolton Wanderers Blackburn Rovers Wolverhampton Wanderers FC        | Reading Southampton West Ham Utd                           | Robin Van Persie (Arsenal FC)                                                                          | 30                  |
| 2012-13   | Manchester United FC (20) | Manchester City FC   | Manchester City FC Chelsea FC Arsenal FC                                | Wigan Athletic FC Reading FC QPR FC                                 | Cardiff City FC Hull City AFC Crystal Palace FC            | Robin Van Persie (Arsenal FC)                                                                          | 26                  |
| 2013-14   | Manchester City FC (4)    | Liverpool            | Liverpool Chelsea FC Arsenal FC                                         | Norwich City Fulham FC Cardiff City FC                              | Leicester Burnley QPR FC                                   | Luis Suárez (Liverpool)                                                                                | 31                  |
| 2014-15   | Chelsea FC (5)            | Manchester City FC   | Manchester City FC Arsenal FC Manchester United FC                      | Hull City AFC Burnley QPR FC                                        | Bournemouth Watford FC Norwich City FC                     | Sergio Agüero (Manchester City FC)                                                                     | 26                  |
| 2015-16   | Leicester (1)             | Arsenal FC           | Arsenal FC Tottenham Manchester City                                    | Aston Villa Newcastle Norwich City                                  | Burnley Hull City Middlesbrough                            | Harry Kane (Tottenham)                                                                                 | 25                  |
| 2016-17   | Chelsea FC (6)            | Tottenham            | Tottenham Manchester City Liverpool Manchester United FC[N6]            | Hull City Middlesbrough Sunderland AFC                              | Brighton & Hove Huddersfield Town Newcastle United         | Harry Kane (Tottenham)                                                                                 | 29                  |
| 2017-18   | Manchester City FC (5)    | Manchester United FC | Manchester United FC Tottenham Liverpool                                | Swansea City AFC Stoke City FC WBA FC                               | Wolverhampton Wanderers FC Cardiff City FC Fulham FC       | Mohamed Salah (Liverpool)                                                                              | 32                  |
| 2018-19   | Manchester City (6)       | Liverpool            | Liverpool Tottenham Chelsea FC                                          | Cardiff City Fulham FC Huddersfield Town                            | Norwich City Sheffield United Aston Villa                  | Mohamed Salah (Liverpool) Sadio Mané (Liverpool) Pierre-Emerick Aubameyang (Arsenal FC)                | 22                  |
| 2019-20   | Liverpool (19)            | Manchester City      | Manchester City Manchester United FC Chelsea FC                         | Bournemouth Watford Norwich City                                    | Leeds United FC WBA FC Fulham FC                           | Jamie Vardy (Leicester City)                                                                           | 23                  |
| 2020-21   | Manchester City (7)       | Manchester United FC | Manchester United FC Liverpool FC Chelsea FC                            | Fulham FC West Bromwich Albion Sheffield United                     | Norwich City Watford Brentford                             | Harry Kane (Tottenham)                                                                                 | 23                  |
| 2021-22   | Manchester City (8)       | Liverpool FC         | Liverpool FC Chelsea FC Tottenham                                       | Burnley Watford Norwich City                                        | Fulham FC Bournemouth Nottingham F. FC                     | Harry Kane (Tottenham) Mohamed Salah (Liverpool FC)                                                    | 23                  |
| 2022-23   | Manchester City (9)       | Arsenal FC           | Arsenal FC Manchester United FC Newcastle United FC                     | Leicester Leeds United FC Southampton FC                            | Burnley Sheffield United Luton Town FC                     | Erling Haaland (Manchester City)                                                                       | 36                  |
| 2023-24   | Manchester City (10)      | Arsenal FC           | Arsenal FC Liverpool FC Newcastle United FC                             | Luton Town FC Burnley Sheffield United                              | Leicester Ipswich Town FC Southampton FC                   | Erling Haaland (Manchester City)                                                                       | 27                  |
| 2024-25   | Liverpool (20)            | Arsenal FC           | Arsenal FC Manchester City Chelsea FC Newcastle United FC Tottenham[N7] | Leicester Ipswich Town FC Southampton FC                            | Leeds United FC Burnley Sunderland AFC                     | Mohamed Salah (Liverpool FC)                                                                           | 29                  |

N1. ^  A més del campió de lliga, que també es classifica

N2. ^  Inclou només els equips que es classifiquen a través de la lliga, i no per altres vies com la FA Cup

N3. ^  Només gols de la lliga

N4. ^  Sheringham va canviar de club un cop començada la lliga. Va marcar un gol amb el Nottingham Forest i 21 amb el Tottenham Hotspur.

N5. ^  Finalment el Tottenham Hotspur FC no es classificà per la Lliga de Campions, ja que el Chelsea FC es proclamà campió de l'edició 2011-12 de la competició, fet que li atorgà plaça per tornar a disputar-la. La competició té una limitació que no permet que la disputin més de quatre equips d'un mateix país, motiu pel qual el Tottenham Hotspur FC perdé la plaça que havia obtingut i quedà relegat a disputar la UEFA Europa League 2012-13.

N6. ^  El Manchester United es classificà per a la Lliga de Campions 2017-18 com a campió de la Lliga Europa de la UEFA 2016-17.

N7. ^  El Tottenham Hotspur FC es classificà per a la Lliga de Campions 2025-26 com a campió de la Lliga Europa de la UEFA 2024-25.

## Palmarès

### Palmarès històric de la Primera Divisió d'Anglaterra (des de 1889)[4]
| Club                       | Campió | Subcampió | Anys campió | Anys subcampió                                                                                       |
| -------------------------- | ------ | --------- | --- | --- |
| Manchester United FC       | 20     | 17        | 1908, 1911, 1952, 1956, 1957, 1965, 1967, 1993, 1994, 1996, 1997, 1999, 2000, 2001, 2003, 2007, 2008, 2009, 2011, 2013 | 1947, 1948, 1949, 1951, 1959, 1964, 1968, 1980, 1988, 1992, 1995, 1998, 2006, 2010, 2012, 2018, 2021 |
| Liverpool FC               | 20     | 15        | 1901, 1906, 1922, 1923, 1947, 1964, 1966, 1973, 1976, 1977, 1979, 1980, 1982, 1983, 1984, 1986, 1988, 1990, 2020, 2025 | 1899, 1910, 1969, 1974, 1975, 1978, 1985, 1987, 1989, 1991, 2002, 2009, 2014, 2019, 2022             |
| Arsenal FC                 | 13     | 12        | 1931, 1933, 1934, 1935, 1938, 1948, 1953, 1971, 1989, 1991, 1998, 2002, 2004                                           | 1926, 1932, 1973, 1999, 2000, 2001, 2003, 2005, 2016, 2023, 2024, 2025                               |
| Manchester City FC         | 10     | 6         | 1937, 1968, 2012, 2014, 2018, 2019, 2021, 2022, 2023, 2024                                                             | 1904, 1921, 1977, 2013, 2015, 2020                                                                   |
| Everton FC                 | 9      | 7         | 1891, 1915, 1928, 1932, 1939, 1963, 1970, 1985, 1987                                                                   | 1890, 1895, 1902, 1905, 1909, 1912, 1986                                                             |
| Aston Villa FC             | 7      | 10        | 1894, 1896, 1897, 1899, 1900, 1910, 1981                                                                               | 1889, 1903, 1908, 1911, 1913, 1914, 1931, 1933, 1990, 1993                                           |
| Sunderland AFC             | 6      | 5         | 1892, 1893, 1895, 1902, 1913, 1936                                                                                     | 1894, 1898, 1901, 1923, 1935                                                                         |
| Chelsea FC                 | 6      | 4         | 1955, 2005, 2006, 2010, 2015, 2017                                                                                     | 2004, 2007, 2008, 2011                                                                               |
| Newcastle United FC        | 4      | 2         | 1905, 1907, 1909, 1927                                                                                                 | 1996, 1997                                                                                           |
| Sheffield Wednesday FC     | 4      | 1         | 1903, 1904, 1929, 1930                                                                                                 | 1961                                                                                                 |
| Wolverhampton Wanderers FC | 3      | 5         | 1954, 1958, 1959 | 1938, 1939, 1950, 1955, 1960                                                                         |
| Leeds United FC            | 3      | 5         | 1969, 1974, 1992 | 1965, 1966, 1970, 1971, 1972                                                                         |
| Huddersfield Town FC       | 3      | 3         | 1924, 1925, 1926 | 1927, 1928, 1934                                                                                     |
| Blackburn Rovers FC        | 3      | 1         | 1912, 1914, 1995 | 1994                                                                                                 |
| Preston North End FC       | 2      | 6         | 1889, 1890 | 1891, 1892, 1893, 1906, 1953, 1958                                                                   |
| Tottenham Hotspur FC       | 2      | 5         | 1951, 1961 | 1922, 1952, 1957, 1963, 2017                                                                         |
| Derby County FC            | 2      | 3         | 1972, 1975 | 1896, 1930, 1936                                                                                     |
| Burnley FC                 | 2      | 2         | 1921, 1960 | 1920, 1962                                                                                           |
| Portsmouth FC              | 2      | -         | 1949, 1950 | - |
| Sheffield United FC        | 1      | 2         | 1898 | 1897, 1900                                                                                           |
| West Bromwich Albion FC    | 1      | 2         | 1920 | 1925, 1954                                                                                           |
| Ipswich Town FC            | 1      | 2         | 1962 | 1981, 1982                                                                                           |
| Nottingham Forest FC       | 1      | 2         | 1978 | 1967, 1979                                                                                           |
| Leicester City FC          | 1      | 1         | 2016 | 1929                                                                                                 |
| Bristol City FC            | -      | 1         | - | 1907                                                                                                 |
| Oldham Athletic AFC        | -      | 1         | - | 1915                                                                                                 |
| Cardiff City FC            | -      | 1         | - | 1924                                                                                                 |
| Charlton Athletic FC       | -      | 1         | - | 1937                                                                                                 |
| Blackpool FC               | -      | 1         | - | 1956                                                                                                 |
| Queens Park Rangers FC     | -      | 1         | - | 1976                                                                                                 |
| Watford FC                 | -      | 1         | - | 1983                                                                                                 |
| Southampton FC             | -      | 1         | - | 1984                                                                                                 |

### Palmarès històric de la Premier League (des de 1993)[4]
| Club                 | Campió | Subcampió | Anys campió                                                                  | Anys subcampió                                       |
| -------------------- | ------ | --------- | ---------------------------------------------------------------------------- | ---------------------------------------------------- |
| Manchester United FC | 13     | 7         | 1993, 1994, 1996, 1997, 1999, 2000, 2001, 2003, 2007, 2008, 2009, 2011, 2013 | 1995, 1998, 2006, 2010, 2012, 2018, 2021             |
| Manchester City FC   | 8      | 3         | 2012, 2014, 2018, 2019, 2021, 2022, 2023, 2024                               | 2013, 2015, 2020                                     |
| Chelsea FC           | 5      | 4         | 2005, 2006, 2010, 2015, 2017                                                 | 2004, 2007, 2008, 2011                               |
| Arsenal FC           | 3      | 9         | 1998, 2002, 2004                                                             | 1999, 2000, 2001, 2003, 2005, 2016, 2023, 2024, 2025 |
| Liverpool FC         | 2      | 5         | 2020, 2025                                                                   | 2002, 2009, 2014, 2019, 2022                         |
| Blackburn Rovers FC  | 1      | 1         | 1995                                                                         | 1994                                                 |
| Leicester City FC    | 1      | -         | 2016                                                                         | -                                                    |
| Newcastle United FC  | -      | 2         | -                                                                            | 1996, 1997                                           |
| Aston Villa FC       | -      | 1         | -                                                                            | 1993                                                 |
| Tottenham Hotspur FC | -      | 1         | -                                                                            | 2017                                                 |